# Пшерадз-Великий
Пшерадз-Великий (пол. Przeradz Wielki) — село в Польщі, у гміні Лютоцин Журомінського повіту Мазовецького воєводства.
Населення — 177 осіб (2011).
У 1975-1998 роках село належало до Цехановського воєводства.

## Демографія
Демографічна структура станом на 31 березня 2011 року:
|          | Загалом | Допрацездатний вік | Працездатний вік | Постпрацездатний вік |
| -------- | ------- | ------------------ | ---------------- | -------------------- |
| Чоловіки | 90      | 21                 | 60               | 9                    |
| Жінки    | 87      | 27                 | 41               | 19                   |
| Разом    | 177     | 48                 | 101              | 28                   |